# Житомирская, Сарра Владимировна
Са́рра Влади́мировна Жито́мирская (10 [23] января 1916; Черкассы — 20 декабря 2002; Москва) — советский и российский историк-архивист, редактор, заведующая Отделом рукописей Государственной библиотеки имени В. И. Ленина. Кандидат исторических наук. Заслуженный работник культуры РСФСР (1971).

## Биография
Из известной и состоятельной еврейской семьи, отец — помощник присяжного поверенного Вульф Лейбович Житомирский, дед — черкасский купец первой гильдии Лейб Лемелевич Житомирский. Старший брат — музыковед Даниэль Житомирский. Детство провела в Одессе и Харькове.
Окончила исторический факультет МГУ (1940). Войну провела в эвакуации с больной матерью и маленьким сыном в Свердловске.
В 1945 году, вернувшись в Москву и закончив аспирантуру на историческом факультете, под научным руководством С. Д. Сказкина защитила кандидатскую диссертацию на тему «Политические воззрения Франческо Гвиччардини» (Московский государственный университет, 1945).
С февраля 1945 года — в Отделе рукописей Государственной библиотеки СССР имени В. И. Ленина, работала с Ошаниной Е. Н.
С 1952 года — заведующая Отделом, сменила на этом посту П. А. Зайончковского.
С середины 1970-х годов испытывала жесточайшее давление руководства библиотеки (прежде всего директора Н. С. Карташова) и министерства культуры, была вынуждена покинуть место заведующей, а в 1978 году и вовсе уволиться из Отдела рукописей. В мае 1985 года на заседании бюро Киевского райкома КПСС была исключена из партии «за грубые нарушения в использовании документальных материалов, приведшие к утечке информации за рубеж» (восстановлена в октябре того же года парткомиссией горкома Москвы).
С 1979 года — заместитель главного редактора серии «Полярная звезда», посвящённой наследию декабристов и выходившей до 1992 года в Иркутске.
Похоронена в Москве на Востряковском кладбище.

## Семья
- Муж — Павел Абрамович Ямпольский (1914—1975), физик, доктор физико-математических наук, лауреат Сталинской премии.
  - Сын — Юрий Павлович Ямпольский, доктор химических наук.
    - Внук — Лев Юрьевич Ямпольский, биолог, профессор университета Восточного Теннесси, женат на внучке В. Каверина и Н. Заболоцкого Екатерине.

  - Дочь — Мария Павловна Мироненко (род. 1951), историк. Зять — Сергей Мироненко, историк, директор Государственного архива Российской Федерации.

## Научные и литературные труды
- Главный редактор ежегодных «Записок отдела рукописей» в Отделе рукописей ГБЛ.
- Возглавила подготовку ценнейших справочников «Личные архивные фонды в государственных хранилищах СССР» (Т. I, II — М., 1963; Т. III — М., 1980), «Воспоминания и дневники XVIII—XX веков. Указатель рукописей» (М., 1976).
- Подготовила в серии двухтомник сочинений и писем М. А. Фонвизина (1979—1982, в соавторстве с С. В. Мироненко).
- Составила двухтомник работ М. К. Азадовского о декабризме (1991—1992).
- В серии «Литературные памятники» вышли подготовленные ею публикации «Дневник. Воспоминания» А. О. Смирновой-Россет (М., 1989) и «Дневник 1867 года» А. Г. Достоевской (М., 1993).
- Ряд работ об архиве Герцена и Огарёва.
- Выступила ответственным редактором «Сочинений, писем, документов» М. С. Лунина, подготовленных Н. Я. Эйдельманом с участием И. А. Желваковой (1988).
- Подготовила двухтомник И. И. Пущина «Сочинения и письма» (М., 1999).
- С конца 1980-х активно публиковалась в широкой печати — «Литературной газете», «Комсомольской правде», журналах «Наука и жизнь», «Знание — сила», «В мире книг» и др.
- В 2000-е годы перевела с французского книгу Николая Тургенева «Россия и русские» (2001), труд американского историка Р. Уортмана «Сценарии власти. Мифы и церемонии русской монархии» (2002).
- Начала публиковать фрагменты своих мемуаров — в журнале Новое литературное обозрение, Тыняновском сборнике, отдельной книгой они вышли уже после смерти исследователя (Просто жизнь. М.: РОССПЭН, 2006, предисловие М. О. Чудаковой[4], см. рецензии Р. М. Фрумкиной[5] и В. Д. Стельмах[6]).